# Свети Атанасий (Подвис)
Вижте пояснителната страница за други значения на Свети Атанасий.
„Свети Атанасий“ (на македонска литературна норма: „Свети Атанасиј“) е възрожденска църква в кичевското село Подвис, Република Македония. Църквата е част от Кичевското архиерейско наместничество на Дебърско-Кичевската епархия на Македонската православна църква – Охридска архиепископия.
Църквата е гробищен храм, разположен в южната махала на селото. Изградена е в XIX век. Иконостасът е от 1871 година. В църквата има Богородична икона от Михаил Анагност и „Благовещение“ (1834) от сина му Димитър Михайлов.